# Pacific State (canción)
"Pacific" es un sencillo del grupo inglés de música electrónica 808 State, lanzado en 1989. Existen varias remezclas con nombres similares, como "Pacific State" (en el Quadrastate, álbum lanzado el mismo año) y "Pacific 202" (en el álbum Ninety).
La canción se mantuvo en las listas musicales del Reino Unido durante 11 semanas, llegando hasta el puesto 10 en el UK Singles Chart.

## Trasfondo
Gerald Simpson fue quien comenzó a trabajar en la pista antes de abandonar 808 State en 1989, después de lo cual fue terminada por el resto del grupo y lanzada, con buen desempeño en las listas. Sin embargo, según Simpson, habían terminado y publicado el sencillo sin su permiso. Aunque Simpson fue acreditado en el primer lanzamiento correspondiente al álbum Quadrastate tanto como escritor y coproductor, la disputa se intensificó cuando Simpson afirmó haber escrito toda la pista.
Según Massey, "'Pacific' era «la última pista en The Haçienda incluso 6 meses antes de que saliera». Fue entonces cuando Gary Davies la escuchó en Ibiza y empezó a hacerla sonar en la Radio 1. Unas cuantas características hicieron que se destaque: el birdsong y el saxo. Yo toqué la parte de saxo –lo que está bien porque en ese momento realmente no tocaba el saxófono. Es debatible en cuanto a si puedo tocar aquella parte correctamente ahora".

## Lanzamiento y legado
Hay aproximadamente 42 versiones de 'Pacific', y 'Pacific 707' es la única que pusimos en ZTT.
Graham Massey

El sencillo fue lanzado por Tommy Boy Records el 15 de marzo de 1990 en los Estados Unidos.
En revisiones retrospectivas,The Independent reseñó un concierto en vivo de 808 State en 1997, describiendo a 'Pacific State' como "la canción que hizo relajar (chill out) una nación". Percusión dulce pero insistente, una ligera guarnición de sonidos de la naturaleza, y un saxo soprano enhrebrando a través de ello como una víbora en la maleza del Edén. Fue el equivalente aural de celebrar una fiesta dentro de un tanque de flotación gigante. Aquello fue 808 State".
El icónico sample del canto de pájaro, una grabación de una gavia, fue popularizado por la canción y sería utilizado en muchas otras canciones del género.